# 巴黎伦敦落魄记
《巴黎倫敦落魄記》（英語：Down and Out in Paris and London）是英國作家喬治·歐威爾首部長篇作品，於1933年出版。此書有兩部份，分別圍繞兩個城市的貧窮地區。第一部份是關於巴黎基層的生活，以及作者在當地餐廳的廚房中當臨時工的經歷。第二部份則是作者以流浪漢的身份，於倫敦附近探索流浪漢足跡的經歷，作者描述了當時的惡劣的住宿環境，還有其他生活在貧窮邊緣的人。

## 背景
1927年，喬治·歐威爾下定決心成為作家，決定放棄在緬甸的警察職務，搬到倫敦波托貝洛街（Portobello Road]）的居所。當時他正為數份刊物撰寫文章，受命於報社，他調查當地流浪漢的生活。他以此經歷為素材，撰寫了首篇隨筆《The Spike》及半部《巴黎倫敦落魄記》。
1928年春天，歐威爾搬到巴黎的具國際性的拉丁區，美國作家海明威和費茲傑羅亦曾在當地居住。在俄羅斯革命後，不少流亡者皆移居到巴黎。歐威爾的姨媽亦同時住在巴黎，她協助歐威爾改善社交技巧，在必要時還會提供經濟資助。以上種種使他在社交上積極主動，促使他下筆寫小說，以及讓自己幾篇文章獲登於前衛的期刊。
歐威爾在1929年3月身患頑疾，不久後家中的金錢又被偷走。這名賊人令歐威爾陷入貪窮，但這賊人正好給歐威爾十個月痛苦的經歷，令歐威爾以此孕育出他的第一本書。可能是用於維生抑或搜尋素材，當時歐威爾在餐廳當洗碗工。1929年8月他把首篇隨筆(The Spike)寄到倫敦的阿德菲雜誌（The Adelphi），後來文章獲刊登。歐威爾在同年12月回到英國，之後直接回到父母的家中。隨後他當任一名殘疾兒童的私人導師，以繼續他的流浪漢探險之旅。他一直走到肯特啤酒花種植場，於1931年8月至9月間在這裡工作。在以上種種經歷後，他到了托雷街（Tooley Street）的廉價旅館，他在裡面感到很不愉快，結果寫信回家要錢，以搬到較昂貴的旅館。

## 出版
歐威爾在1930年完成了«巴黎倫敦落魄記»的雏形－«斯庫里的日記»。由於當時還未回倫敦老家，所以選材上只用了巴黎的事。1931年夏，他將草稿推薦給出版家喬納森凱普，希望能夠出版，但此提議在同年秋天被拒。一年後歐威爾在加入倫敦篇後，又再將稿件交給另一個出版商Faber & Faber，當時的編輯部主管T·S·艾略特說：「我們對閣下的投稿感到十分有興趣，但很遺憾地說，以出版業界角度而言，不會對印刷此書有興趣。」